# Rustam Khamdamov
Rustam Khamdamov (russisk: Руста́м Усма́нович Хамда́мов) (født 24. maj 1944 i Tasjkent i Sovjetunionen) er en sovjetisk filminstruktør og manuskriptforfatter.

## Filmografi
- Anna Karamazoff (Анна Карамазофф, 1991)[1][2]
- Mesjok bez dna (Мешок без дна, 2018)